# Badis (pez)
Badis es un género de peces.

## Especies
- Badis andrewraoi Valdesalici & van der Voort, 2015
- Badis assamensis C. G. E. Ahl, 1937
- Badis autumnum Valdesalici & van der Voort, 2015
- Badis badis (F. Hamilton, 1822)
- Badis blosyrus S. O. Kullander & Britz, 2002
- Badis britzi Dahanukar, Kumkar, U. Katwate & Raghavan, 2015
- Badis chittagongis S. O. Kullander & Britz, 2002
- Badis corycaeus S. O. Kullander & Britz, 2002
- Badis dibruensis Geetakumari & Vishwanath, 2010
- Badis ferrarisi S. O. Kullander & Britz, 2002
- Badis juergenschmidti I. Schindler & Linke, 2010
- Badis kaladanensis Ramliana L, Lalronunga S, Singh M (2021)
- Badis kanabos S. O. Kullander & Britz, 2002
- Badis khwae S. O. Kullander & Britz, 2002
- Badis kyanos Valdesalici & van der Voort, 2015
- Badis kyar S. O. Kullander & Britz, 2002
- Badis laspiophilus Valdesalici & van der Voort, 2015
- Badis pancharatnaensis Basumatary, Choudhury, Baishya, Sarma & Vishwanath, 2016
- Badis pyema S. O. Kullander & Britz, 2002
- Badis ruber Schreitmüller, 1923
- Badis siamensis Klausewitz, 1957
- Badis singenensis Geetakumari & Kadu, 2011
- Badis soraya Valdesalici & van der Voort, 2015
- Badis triocellus Khynriam & Sen, 2013
- Badis tuivaiei Vishwanath & Shanta, 2004